# Willie Smith (giocatore di football americano)
Willie Junior Smith (Smithfield, 13 novembre 1986) è un giocatore di football americano statunitense che gioca nel ruolo di offensive tackle per i San Diego Chargers della National Football League (NFL). Al college giocò a football alla East Carolina University.

## Carriera professionistica

### Washington Redskins
Smith firmò il 27 luglio 2011 come free agent coi Washington Redskins, dopo non esser stato scelto al draft NFL 2011. Debuttò nella NFL l'11 dicembre contro i New England Patriots. Chiuse la stagione regolare disputando 4 partite, di cui 3 da titolare come offensive tackle sinistro. Nella stagione successiva prese parte alla pre-stagione come offensive tackle destro, ma il 31 agosto venne svincolato prima dell'inizio della stagione regolare.

### Oakland Raiders
Il giorno seguente firmò con gli Oakland Raiders un contratto triennale per un valore totale di 1,41 milioni di dollari. Il 30 settembre contro i Denver Broncos recuperò un fumble perso dal proprio compagno di squadra Carson Palmer. Concluse la stagione con 9 partite, di cui 7 da titolare. Il 1º settembre 2013 venne svincolato, salvo poi rifirmare ed essere inserito il giorno seguente nella lista infortunati. Il 26 settembre dopo aver raggiunto un accordo assicurativo venne svincolato definitivamente.

### San Diego Chargers
Il 18 novembre 2013, Smith firmò un contratto biennale coi San Diego Chargers.

## Statistiche
| Partite totali      | 14 |
| Partite da titolare | 10 |
| Fumble recuperati   | 1  |

Statistiche aggiornate alla stagione 2013